# Cobbia
Cobbia is een geslacht van rondwormen uit de familie van de Xyalidae. De wetenschappelijke naam van dit geslacht is voor het eerst geldig gepubliceerd in 1907 door Johannes Govertus de Man. De eerste soort die de Man in dit geslacht onderbracht was Cobbia trefusiaeformis, die hij had ontdekt aan de oever van de Oosterschelde bij Yerseke.
De geslachtsnaam Cobbia is bedoeld als eerbetoon aan Nathan Augustus Cobb, de Amerikaanse nematoloog.

## Soorten[3]
Cobbia telt (anno 2017) acht geldige soorten en drie soorten waarvan de taxonomische status nog nader onderzoek vergt.
- Cobbia caledonia Warwick & Platt, 1973
- Cobbia dentata Gerlach, 1953
- Cobbia macrodentata Lo Russo & Pastor de Ward, 2012
- Cobbia sinica Huang & Zhang, 2010
- Cobbia trefusiaeformis (De Man, 1907) Lorenzen, 1977
- Cobbia triodonta Filipjev, 1918
- Cobbia truncata Wieser, 1959
- Cobbia urinator Wieser, 1959
- Cobbia mawsoni Cobb, 1930 (taxon inquirendum)
- Cobbia scutata Wieser, 1956 (taxon inquirendum)
- Cobbia simplex Allgén, 1929 (taxon inquirendum)